# Zeppelin-Staaken
La Zeppelin-Staaken (citata anche come Zeppelin Werke Staaken o Zeppelin-Werke GmbH) era una azienda aeronautica tedesco imperiale la cui sede originale era situata a Gotha, nella Turingia. Nasce infatti dall'iniziativa di Ferdinand von Zeppelin che ideò il concetto del bombardiere pesante, in tedesco Riesenflugzeug, da realizzare in misure maggiori del Gotha G. Con l'aiuto degli ingegneri della Robert Bosch GmbH creò, così, il consorzio Versuchsbau Gotha-Ost (VGO) presso un hangar della Gotha adattato per lo scopo.
Nel 1916 venne deciso di spostare l'azienda a Staaken, località suburbana di Berlino, assumendo la nuova denominazione di Zeppelin-Staaken.
Specializzata nella progettazione e realizzazione di grandi velivoli ad uso civile e militare, il modello maggiormente ricordato è il bombardiere Zeppelin-Staaken R.VI utilizzato dalla Luftstreitkräfte, la componente aerea dell'esercito imperiale tedesco (Deutsches Heer), durante la prima guerra mondiale.
Come altri modelli richiesti dall'Idflieg era classificato come Typ R (o R Klasse) ovvero "Riesenflugzeug" (categoria bombardiere a lungo raggio multiposto e multimotore (tre ed oltre)), tradotto "bombardiere gigante".

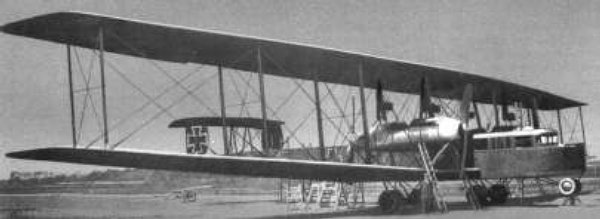
Uno Zeppelin-Staaken R.VI.

## Velivoli prodotti
(lista parziale)
| Modello | Anno | Tipo                    | Esemplari | Note |
| VGO.I   | 1915 | prototipo               | 1         | V.G.O. (o VGO) è la designazione originale del consorzio Versuchsbau Gotha-Ost, prima che si trasferisse a Berlino-Staaken nel 1916.                                                                                       |
| VGO.II  | 1915 | prototipo               |           | |
| VGO.III | 1915 | prototipo (bombardiere) |           | venne anche rinominato ufficiosamente R. III. Per evitare conflitti con la denominazione R-Klasse Idflieg i modelli di serie vennero denominati R. IV al fine di evitare confusione con le precedenti denominazioni "VGO". |
| R.IV    |      |                         |           | |
| R.V     |      |                         |           | |
| R.VI    | 1916 | bombardiere             | 18        | |
| R.VII   |      |                         |           | |
| R.XIV   | 1918 |                         |           | |
| R.XV    | 1918 |                         |           | |
| R.XVI   | 1918 |                         |           | |
| E.4/20  | 1920 | aereo di linea          |           | |